# Vriesendorp

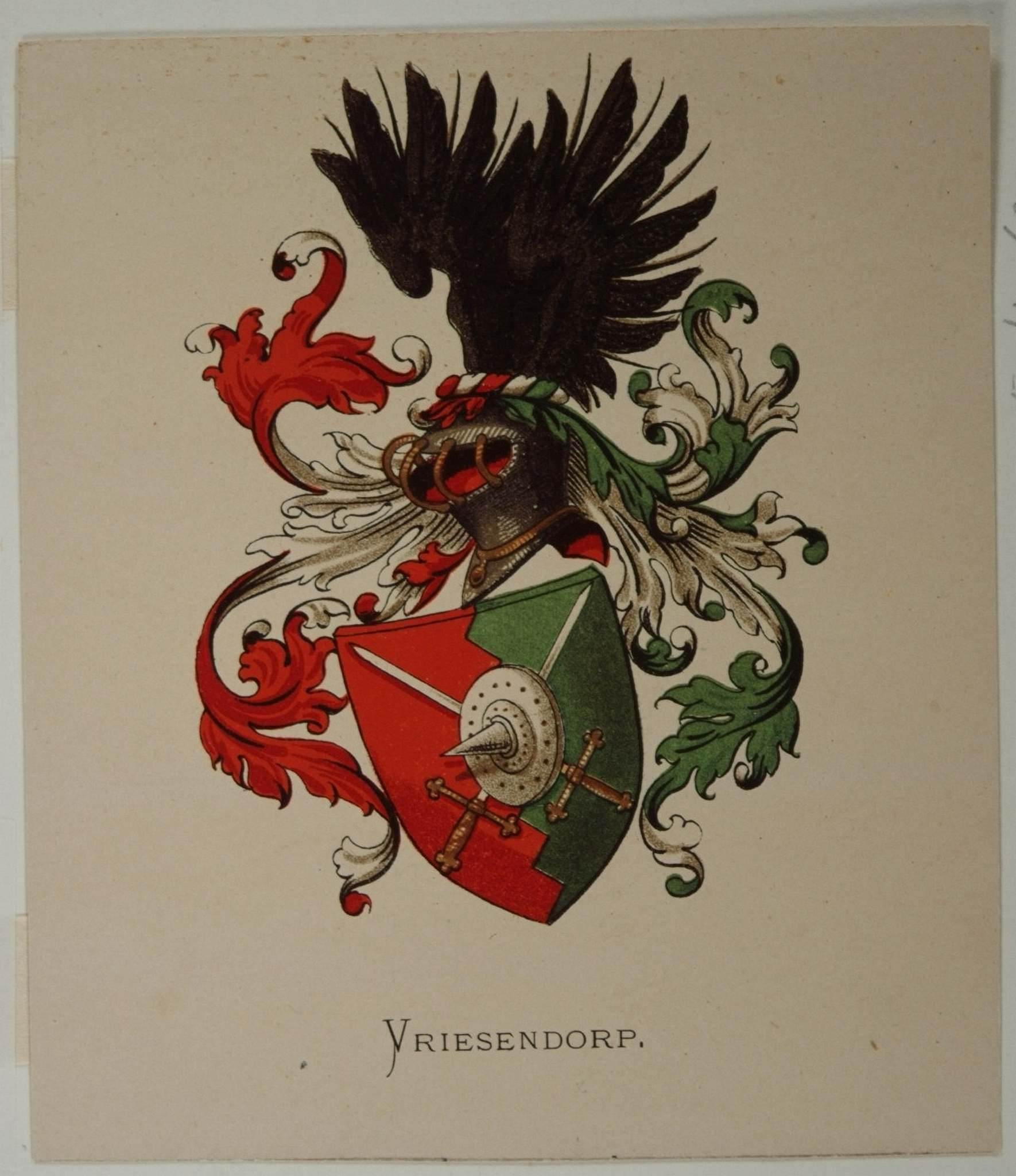
Familiewapen Vriesendorp

Vriesendorp is een een Nederlandse familie die gedurende meer dan twee eeuwen een vooraanstaande functie vervulde in Dordrecht.

## Geschiedenis

### Oorsprong en betekenis
De bewezen stamreeks begint met Hendrik Vriesendorp, geboren in Unna, Westfalen, die in 1712 in Dordrecht trouwde en daar in 1728 overleed. Hij richtte een suikerraffinaderij op. Zijn zoon werd reder en richtte een houthandel op. Leden van het geslacht stichtten nog verscheidene andere handelsfirma's, waaronder handelend in hout, wijnen, koloniale waren. Daarnaast richtte een lid een uitgeverij op. Tot in de 20e eeuw bleven de Vriesendorpen in het Dordtse wonen en bestuursfuncties vervullen, onder andere in kerkbesturen, stadsbestuur en de schutterij. Voorts traden ze op als (vice)consul van buitenlandse naties.

### Portretten
Leden van de eerste twee bekende generaties van het geslacht werden geportretteerd door Aart Schouman. Ook van alle latere generaties zijn portretten of foto's bekend, sommige zijn van anonieme schilders. Vervolgens werden portretten geschilderd door L. Mollingen, Leendert de Koningh waarna ook de portretfotografie haar intrede deed in de familie. In 2007 werd geconstateerd dat leden van dit geslacht als eerste in Nederland gefotografeerd werden, namelijk in 1842, volgens het procedé van de daguerreotypie. In latere tijd werden leden van het geslacht geschilderd door eigen familieleden, zoals door Hendrik van Borssum Buisman en Harriët Vriesendorp.

### Familievereniging
Op 12 mei 1906 richtte Jacob Vriesendorp (1858-1940) een familievereniging op die nog steeds bestaat. De vereniging publiceert jaarverslagen en is eigenaresse van het familie-archief (dat berust in het Dordtse archief), van een portrettenverzameling en van andere familiestukken. In 1981 vond ter gelegenheid van het 75-jarig bestaan een tentoonstelling plaats die begeleid werd door een publicatie: Beeld van de familie Vriesendorp. De familievereniging liet onder andere de Sint-Pancraskapel in de Grote Kerk in Dordrecht in 1916 restaureren, een kapel waar veel leden van het geslacht (her)begraven werden.

### Allianties
Leden trouwden met leden van andere vooraanstaande Dordtse geslachten als Van den Brandeler, Van Dorsser, 't Hooft, Stoop, Schultz van Haegen, Blussé, Van der Elst, De Jongh, Déking Dura, Van Oldenborgh, Van der Kaa, Van Wageningen en Van Gijn.

## Enkele telgen
Hendrik Vriesendorp († 1728), medeoprichter firma Onder de Linden en Vriesendorp, suikerraffinaderij "in den Raepkoeck" te Dordrecht
- Francina Vriesendorp (1713-1758); trouwde in 1729 met Isaac Morjé (1702-1769), reder, medeoprichter firma Hendrik Vriesendorp en Isaac Morjé en Compagnie, houthandel te Dordrecht
- Hendrik Vriesendorp (1715-1788), reder, oprichter en medeoprichter houthandelfirma's Hendrik Vriesendorp en Isaac Morjé en Compagnie, Hendrik Vriesendorp en Nicolaas Kool, Hendrik Vriesendorp, Hendrik Vriesendorp en Zoon
  - Jacob Vriesendorp (1748-1808), reder, oprichter en medeoprichter firma's Hendrik Vriesendorp en Zoon, Jacob Vriesendorp, houthandel, Vriesendorp en Kouwens, zoutkeet, Jacob Vriesendorp en Zoonen, branderij "den Oijevaar", commissiehandel, Vriesendorp en Kist, koloniale waren, lid Provisionele Municipaliteit en Municipaliteit der Stad Dordrecht en de Merwede
    - Hendrik Vriesendorp (1775-1808), reder, medeoprichter en lid firma's Jacob Vriesendorp, houthandel, van Dorssen Kemp en Comp., koloniale waren, Jacob Vriesendorp en Zoonen, branderij "den Oijevaar", commissiehandel, Hendrik Vriesendorp en Zoon, houthandel, Vriesendorp en Kist, koloniale waren
      - Jacqueline Vriesendorp (1800-1852); trouwde in 1826 met Otto Boudewijn 't Hooft (1802-1878), lid van de Eerste Kamer
      - Henri Vriesendorp (1804-1864), luitenant-kolonel-commandant Dordtse dienstdoende Schutterij, reder, lid firma Jacob Vriesendorp en Zoonen, houthandel, viceconsul Zweden en Noorwegen
        - Henri Vriesendorp (1836-1909), 1e luitenant Dordtse Schutterij, reder, lid firma's Jacob Vriesendorp en Zoonen, houthandel, H. Vriesendorp Junior & Co., makelaars en agenten in buitenlandse houtwaren, viceconsul Zweden en Noorwegen, lid Gemeenteraad en wethouder van Dordrecht
        - David Antoine Nicolas Vriesendorp (1838-1898), 2e luitenant Dordtse Schutterij, reder, lid firma Jacob Vriesendorp en Zoonen, houthandel, consulair gedelegeerde Italië, voorzitter Kamer van Koophandel en Fabrieken te Dordrecht en Omstreken
          - Henri Vriesendorp (1868-1930), lid firma Jacob Vriesendorp en Zoonen, houthandel, lid Kamer van Koophandel en Fabrieken te Dordrecht en Omstreken
          - Willem Vriesendorp (1881-1966), uitgever, lid firma Jacob Vriesendorp en Zoonen, houthandel, lid firma W. Vriesendorp, uitgeverij te Utrecht en Bilthoven
            - Maurice Vriesendorp (1909-2005), uitgever, lid firma W. Vriesendorp, uitgeverij te Utrecht en Bilthoven; trouwde in 1937 met Wilhelmina Eijbergen (1911-1977), schrijfster onder de naam Harriët Freezer
              - Henriëtte Geertruida Vriesendorp (1938), kunstschilderes en portrettiste van haar grootvader Willem Vriesendorp
              - Huberte Vriesendorp (1940), vertaalster van onder andere het werk van Roald Dahl
              - Madelon Vriesendorp (1945), architecte, kunstenares; trouwde met Rem Koolhaas (1944), architect

      - Mr. Corneille Adrien Vriesendorp (1807-1870), oprichter en medeoprichter firma's C.A. Vriesendorp, wijnhandel, C.A. Vriesendorp en Zonen, lakken en vernissen, lid Gemeenteraad van Dordrecht
        - Hendrik Machlinus Vriesendorp (1839-1897), medeoprichter firma C.A. Vriesendorp en Zonen, lakken en vernissen
        - Nicolaas Leendert Anthonie Vriesendorp (1840-1869), medeoprichter firma C.A. Vriesendorp en Zonen, lakken en vernissen
        - Corneille Adrien Vriesendorp (1843-1911), kandidaat-notaris, hypotheekbewaarder
          - Corneille Adrien Vriesendorp (1877-1943), lid Schuttersraad te Dordrecht, lid firma H. Vriesendorp Junior & Co., makelaars en agenten in buitenlandse houtwaren, viceconsul van Zweden te Dordrecht

        - Antonetta Cornelia Vriesendorp (1846-1876); trouwde in 1871 met Ds. Garrelt Buisman (1840-1916), Remonstrants predikant
          - Hendrik van Borssum Buisman (1873-1951), kunstschilder en conservator van het Teylers Museum; portretteerde zijn stiefmoeder Elisabeth Marie Albertine Vriesendorp (1849-1921)

        - Elisabeth Marie Albertine Vriesendorp (1849-1921); trouwde in 1882 met haar zwager Ds. Garrelt Buisman (1840-1916), Remonstrants predikant
        - Leendert Vriesendorp (1850-1893), 1e luitenant Dordtse dienstdoende Schutterij, lid firma C.A. Vriesendorp, wijnhandel

    - Cornelis Vriesendorp (1779-1835), reder, medeoprichter en lid firma's Jacob Vriesendorp, houthandel, Jacob Vriesendorp en Zoonen, branderij ,"den Oijevaar", commissie- en houthandel, Hendrik Vriesendorp en Zoon, houthandel, Vriesendorp en Kist, koloniale waren, Gebroeders Vriesendorp, brouwerij 't Lam, Rens en Vriesendorp, suikerraffinaderij, lid Dordtse Gemeenteraad, vicepresident Kamer van Koophandel en Fabrieken te Dordrecht en Omstreken
      - Jacob Staets Johannes Vriesendorp (1800-1863), kapitein-commandant ad interim dienstdoende Dordtse Schutterij, medeoprichter firma Dekker en Vriesendorp, commissionnairs, lid Dordtse Gemeenteraad
        - Corneille Vriesendorp (1825-1898), majoor-commandant Dordtse dienstdoende Schutterij, lid firma Dekker en Vriesendorp, commissionnairs, lid Rijnvaartcommissie
          - Jacob Staets Johannes Vriesendorp (1852-1916), officier Dordtse dienstdoende Schutterij, lid firma Dekker en Vriesendorp, commissionnairs
          - Elizabeth Maria Vriesendorp (1854-1934); trouwde in 1885 met Andries CorneIis van der Elst (1853-1913), burgemeester van Klundert
          - Anna Cornelia Vriesendorp (1856-1943); trouwde in 1877 met Johan Reinhard Naeff (1843-1897), majoor-commandant Corps pontonniers te Dordrecht
            - Top Naeff (1878-1953), letterkundige, schrijft in haar autobiografie Zo was het ongeveer (1950) ook over haar grootouders en moeder Vriesendorp, net als over het echtpaar Van Gijn-Vriesendorp

        - Cornelia Agatha Vriesendorp (1840-1889); trouwde in 1864 met mr. Simon van Gijn (1836-1922), commissionair in effecten, stichter Museum van Gijn

      - Johannes Nicolaas Vriesendorp (1804-1855), kapitein mobiele Zuid-Hollandse Schutterij, reder, medeoprichter firma Blussé en Vriesendorp, commissionnairs in effecten
        - Jacob Vriesendorp (1829-1895), reder, lid Gemeenteraad en wethouder van Dordrecht
          - Jacob Vriesendorp (1858-1940), reder, bankier, oprichter, archivaris en erevoorzitter Familie-Vereeniging Vriesendorp

        - Jacobus Johannes Vriesendorp (1859-1932), medeoprichter en lid firma Boonen en Vriesendorp, assurantiën, viceconsul van Groot-Brittannië en Ierland, consulair agent van Italië
          - Jacob Vriesendorp (1888-1984), assuradeur te Dordrecht, lid firma Boonen en Vriesendorp, assurantiën, viceconsul van Portugal en van Groot-Brittannië en Ierland, consulair agent van Italië
            - Mr. Jacobus Johannes Vriesendorp (1910-1985), vicepresident van het Gerechtshof te Arnhem, viceconsul van Groot-Brittannië en Ierland
            - Ing. Robert Vriesendorp (1912-), ingenieur
              - Drs. David Vriesendorp (1947), oud-directeur SOS-Kinderdorpen 1992-, oud-algemeen directeur Amnesty International Nederland 2001-; trouwde in 1972 met dr. Rolanda Maria van Seumeren (1948), jur. dr. (Universiteit van Amsterdam, 1989), docente aan de Universiteit van Amsterdam, rechter-plaatsvervanger te Amsterdam, lid van de familie die eigenaresse was van Mammoet en zus van Frans van Seumeren

        - Florus Vriesendorp (1865-1958), oprichter firma F. Vriesendorp Jzn., beherend vennoot firma Vriesendorp en Berens
        - Cornelis Vriesendorp (1830-1892), 3e luitenant Schutterij te Batavia, lid firma's van der Burg, Vriesendorp & Co., Schimmelpenninck & Co., handel- en commissiezaken, directeur Deli-Batavia Mij., consulair agent van Baden te Batavia

      - Mr. Anthony Nicolaas Vriesendorp (1806-1845), medestichter Octrooibureau Vriesendorp en Gaade te 's-Gravenhage
      - Engelbert Vriesendorp (1808-1854), korporaal Dordtse schutterij
      - Hendrik Machlinus Vriesendorp (1818-1845), lid firma Jacob Vriesendorp en Zoonen, houthandel

    - Jacob Staets Vriesendorp (1790-1870), reder, medeoprichter en lid firma's Jacob Vriesendorp en Zoonen, houthandel, Gebroeders Vriesendorp, brouwerij 't Lam, Rens en Vriesendorp, suikerraffinaderij, lid Dordtse Gemeenteraad, voorzitter Dordtse Kamer van Koophandel en Fabrieken

Geslachten die opgenomen zijn in het sinds 1910 verschijnende genealogische naslagwerk Nederland's Patriciaat. Lijst volgens opgave van het CBG Centrum voor familiegeschiedenis.
A · B · C · D · E · F · G · H · I · J · K · L · M · N · O · P · Q · R · S · T · U · V · W · Y · Z